# مرده‌برگ‌نشین‌ها
مُرده‌بَرگ‌نشین‌ها (نام علمی: Epinecrophylla) نام یک سرده از تیره مورچه‌مرغ است.